# Kanton Vendôme-1
Kanton Vendôme-1 (francouzsky Canton de Vendôme-1) je francouzský kanton v departementu Loir-et-Cher v regionu Centre-Val de Loire. Tvoří ho šest obcí.

## Obce kantonu
- Azé
- Mazangé
- Naveil
- Thoré-la-Rochette
- Vendôme (část)
- Villiers-sur-Loir